# Geologia planetarna

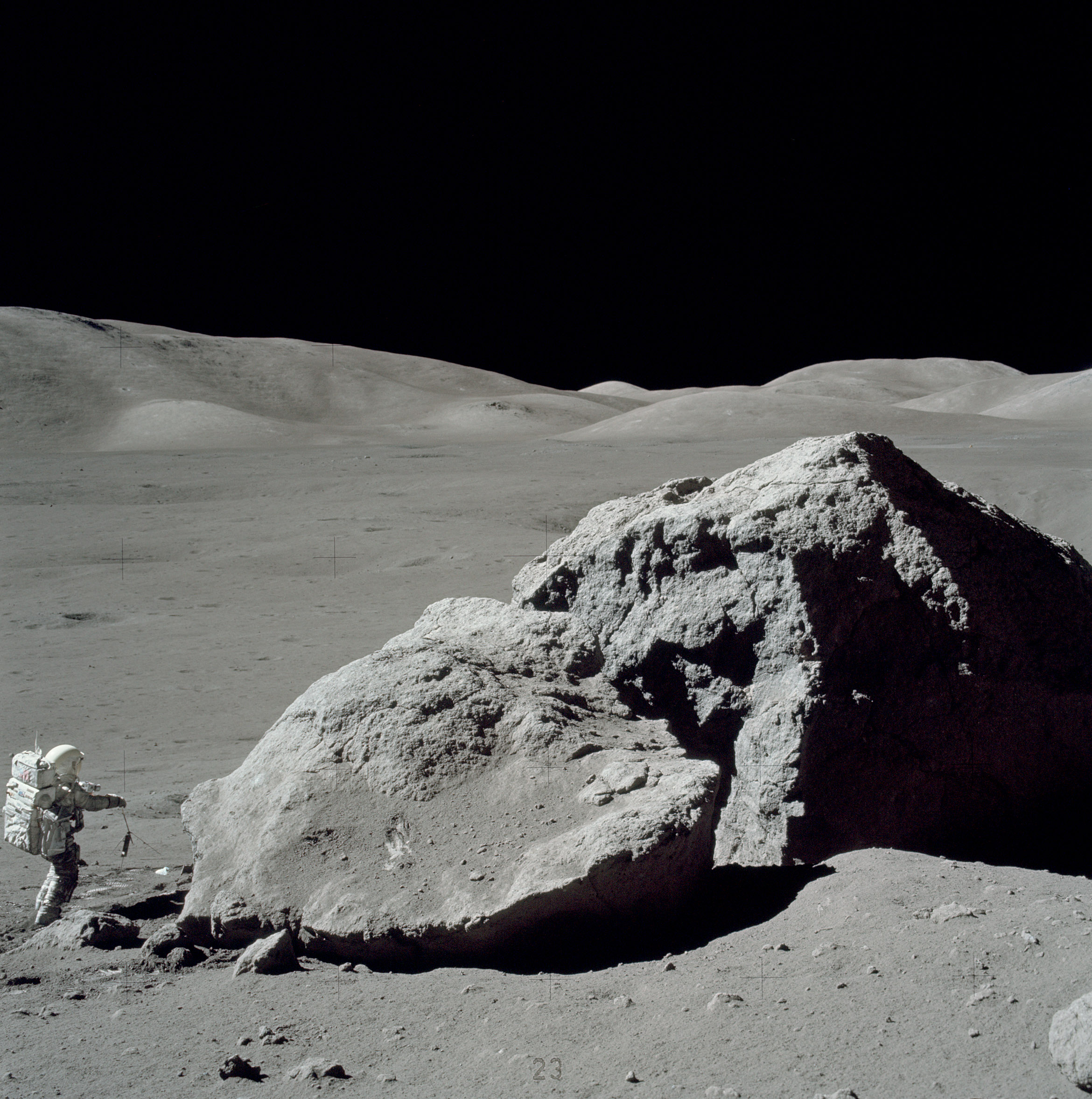
Geolog planetarny i astronauta Harrison Schmitt zbierający próbki księżycowe w trakcie misji Apollo 17 w grudniu 1972 roku

Geologia planetarna (znana również jako astrogeologia lub exogeologia) – dyscyplina nauk planetarnych zajmującą się badaniem geologii ciał niebieskich, takich jak planety i ich księżyce, planetoidy, komety oraz meteoryty. Pomimo że przedrostek geo odnosi się tradycyjnie do Ziemi, nazwa „geologia planetarna” została utrwalona z przyczyn historycznych i praktycznych. Dziedzina ta pozostaje silnie powiązana z klasyczną geologią ziemską.
Geologia planetarna obejmuje takie zagadnienia jak określanie właściwości i procesów wewnętrznej struktury planet skalistych, procesy powierzchniowe takie jak wulkanizm, powstawanie kraterów uderzeniowych, a także procesy hydrologiczne oraz anemologiczne. Pomimo że zewnętrzne warstwy gazowych olbrzymów zdominowane są przez gazy, także one stanowią przedmiot zainteresowania geologii planetarnej, zwłaszcza w kontekście ich wnętrz. Dziedziny wchodzące w skład geologii planetarnej wywodzą się w dużej mierze z tradycyjnych nauk geologicznych, takich jak geofizyka, geomorfologia i geochemia.

## Narzędzia i metody
Symulowane misje międzyplanetarne realizowane na Ziemi pozwoliły na badania procedur i narzędzi wykorzystywanych w geologii planetarnej. Oceniano przydatność różnych narzędzi, w tym powszechnie używanych w archeologii, takich jak młotki, łopaty czy pędzle, pod kątem zastosowania przez geologów planetarnych. Oprócz tych tradycyjnych narzędzi, do dyspozycji naukowców pozostają także nowoczesne technologie, w tym bazy danych spektroskopowych oraz dane z bezzałogowych misji kosmicznych, takie jak obrazy czy szczegółowe mapy. W badaniach wykorzystywane są również teleskopy naziemne oraz teleskopy kosmiczne, jak Kosmiczny Teleskop Hubble’a.

## Formacje i terminologia
Geologia planetarna posługuje się szerokim zestawem standaryzowanych terminów do opisywania form powierzchni. Wszystkie oficjalne nazwy form geologicznych w Układzie Słonecznym zatwierdzone przez Międzynarodową Unię Astronomiczną łączą jedno z tych terminologicznych określeń z unikalną nazwą własną. Dokładna konwencja nazewnicza zależy od ciała niebieskiego, na którym dana forma się znajduje, jednak wiele z nich ma zastosowanie uniwersalne dla wszystkich obiektów astronomicznych. Nowe nazwy muszą zostać zatwierdzone przez Międzynarodową Unię Astronomiczną i są zazwyczaj dodawane w miarę kartografowania i opisywania nowych form przez kolejne misje planetarne. Przy wyborze standardowych nazw celowo unika się interpretacji genezy danej nazwy, ponieważ powinna ona jedynie opisywać jej wygląd zewnętrzny.